# 約定期間愛上你
《約定期間愛上你》是由優酷、億奇娛樂、縱橫文學出品，華晨美創、書影傳媒、華洋堂、北京文化聯合出品，改编自唐玉的網絡小说《陆少的暖婚新妻》，由陳世嶧執導，任言愷、程小蒙領銜主演。森竣、潘一禕、劉羽琦、趙誠宇、李俊鋒、鄔悠、姜怡冰等主演的都市情感劇。2019年7月，該劇宣布開機。2019年9月9日，該劇圓滿殺青。於2020年9月24日在優酷首播，星期四、五、六12点更新2集。
台灣由myVideo影音隨看、friDay影音同步跟播。

## 劇情簡介
不知名小說作者蘇簡安，陷入難以啟齒的家族產業繼承危機。為了能繼續自己寫小說的夢想，無奈與已經成為投資界大佬的初中冤家陸薄言簽訂“合約婚姻”，性情各異又有著童年誤會的兩人同居屋簷下展開了“甜蜜的同居戰爭”。同時陸薄言千方百計的介入到蘇簡安的小說創作之中，頻頻暗示從自己身上找靈感，進而引發的一系列輕鬆又甜蜜的故事。劇中兩人情感在同居和創作過程中不斷碰撞，最終經過重重阻礙，迎來愛情與事業的圓滿。

## 演員列表

### 主要演員
| 演員   | 角色   | 配音   | 介紹 |
| 任言愷 | 陸薄言 | 彭堯   | 陸氏集團總裁，和蘇簡安是高中時期的冤家，並且有著不可言說的童年誤會，在校時期就是校草，聰明有能力，並且不會按照常理出牌，甚至有些尖酸腹黑。他是一個高冷傲嬌、俊美非凡的男子，與蘇簡安在十四年前相識，都互相愛上彼此，長大後兩人在家人的安排下結婚，上演了一場甜蜜浪漫的愛情故事。 |
| 程小蒙 | 蘇簡安 | 陸庚宜 | 25歲十八線小說作者，是和陸薄言是高中時期的冤家並且有著誤會， 因為誤會兩個人簽訂了契約結婚，小時候是小胖妞， 從小就愛好寫作，自卑單純，善良單純，固執單純。她是一個“富二代”卻有著不堪回首的自卑童年，為了追尋“作家夢”而不斷接納自己、突破自己、奮力拚搏。                         |

### 其他演員
| 演員   | 角色   | 配音   | 介紹 |
| 森竣   | 江少愷 | 凌飛   | 蘇簡安的好朋友。平時吊兒郎當的，其實就是個熱心腸，喜歡和洛小夕吵架拌嘴，是個看起來不正經其實蠻靠得住的好朋友。 |
| 潘一禕 | 洛小夕 | 徐佳琦 | 蘇簡安的好朋友，長相優越，也是蘇簡安結婚時的伴娘，最後和江少愷在一起。                                         |
| 劉羽琦 | 韓若曦 | 朱婧   | 陸氏集團旗下當紅女星，閃耀奪目，熾烈勇敢,喜歡陸薄言，多次設計破壞薄言與簡安的關係。                            |
| 趙誠宇 | 沈越川 | 錢文青 | 陸薄言不可缺少的好夥伴，幽默可愛，忠心，年輕有為，戀愛助手，暗戀韓若曦。                                       |
| 李俊鋒 | 康瑞城 | 史澤鯤 | 陸薄言公司競爭對手，喜歡蘇簡安。                                                                               |
| 鄔悠   | 杜社長 | 原聲   | 陶然文學網社長，喜歡趨炎附勢，會為利益所驅使自己的決定變化，是個十足十的商人角色。                             |
| 姜怡冰 | 陳璇璇 | 李詩萌 | 陶然文學網作家，同時常駐女頻網小說第一名，不喜歡蘇簡安。                                                       |

## 戲劇歌曲
| 曲序 | 曲目                   |                | 作曲 | 演唱   |
| ---- | ---------------------- | -------------- | ---- | ------ |
| 1.   | 《約定》（主题曲）     | 钟抒曈         | 宋辰 | 賀子玲 |
| 2.   | 《心動合約》（片尾曲） | 曈马莉、钟抒曈 | 宋辰 | 森竣   |
| 3.   | 《色彩》（插曲）       | 钟抒           | 宋辰 | 宇西   |